# Janín Garcín
Janín Garcín (San Luis Potosí) es una ilustradora, muralista, artista urbana y activista mexicana.
En 2021 la Secretaría de Educación Pública le pidió ilustrar los libros de texto para tercero de primaria de Historia de San Luis Potosí que se lanzaron en ese mismo año.
Además, ha colaborado con marcas como Adidas, Corona, NBA, Cervecería Minerva y Montana Cans; así como participado en proyectos y festivales en América Latina, Estados Unidos y Europa.
Colaboro junto con Dolores Navarro en la creación de murales para el National Museum Art Of Chicago en el 2023.
Mientras que en 2022, Amazon Music México la eligío para ilustrar la canción Cairo de Karol G.

## Biografía
Estudió diseño gráfico en la Facultad del Hábitat de la Universidad Autónoma de San Luis Potosí, en donde conoció a otras personas interesadas en el grafiti y con quienes aprendió sobre esa técnica e hizo las primeras intervenciones en el espacio público.
También ha tomado cursos de arte, gestión cultural, museografía y derechos humanos y colaborado con mujeres, colectivas y organizaciones que trabajan desde una perspectiva feminista, con el objetivo de fortalecer su artivismo.
En 2017, junto con el Colectivo Chachachá llevó a cabo un proyecto en la colonia Santa Fe, considerada como una de las más peligrosas de San Luis Potosí, en donde realizaron un mural con las personas habitantes de ese barrio a partir de sus intereses, cultura y tradiciones y romper con el cliché de la identidad mexicana que en ocasiones se impone en el arte urbano.

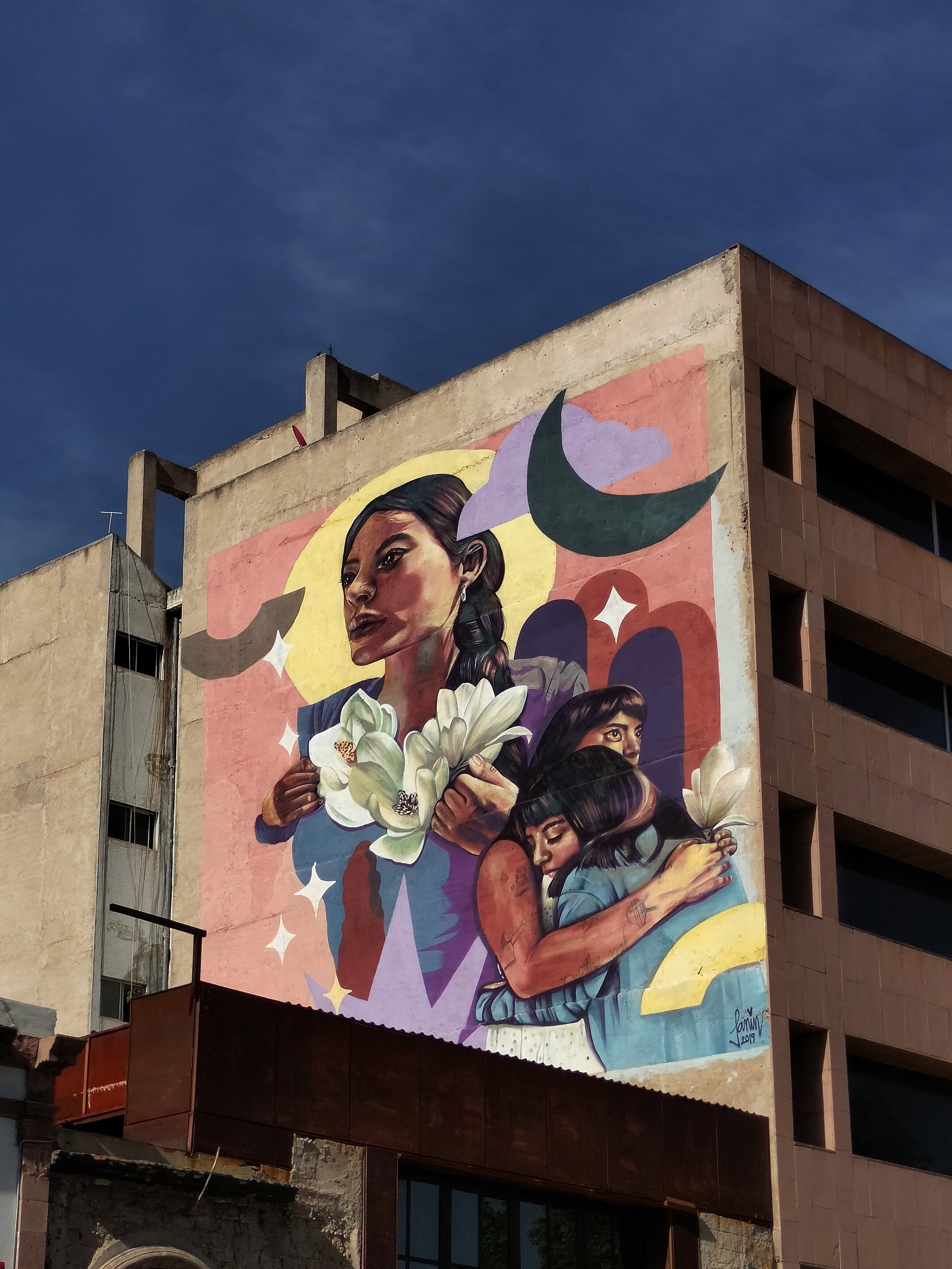
Mural "Resiliencia" en el Edificio San Carlos de la Av. Venustiano Carranza en San Luis Potosí.

La artista declara que: 
Su motivación con el street art nació por la posibilidad de intervenir el espacio público, por ser muy interpretativo e incluyente, ser la galería más grande del mundo, y por las posibilidades de internación con el contexto que la práctica le otorga.
En 2021, junto con María Carlock y Alejandra Balduvín participó en Bravas: Escuela de Arte Urbano para Mujeres que surgió como proyecto piloto impulsado por el Instituto de la Mujer en San Luis Potosí que buscó brindar herramientas a las mujeres sobre pintura e ilustración, así como la apropiación de los espacios públicos.
En 2022 junto con Ilse Flores, diseñadora y letrista, fueron las ganadoras de imagen de Potosina del Año 2022, propuesta impulsada por el Instituto de las Mujeres en el estado potosino.
Mientras que, en 2023, la muralista estuvo en Francia, realizando una residencia artística en Street Art City.

A través de sus murales, la artivista
reinterpreta la historia de las mujeres, resignifica la lucha de las víctimas de la violencia y su imaginario no sexista integra a personajes femeninos de diferentes sectores sociales, como parte de un artivismo contra la opresión.
Tal es el caso de su colaboración con Perteneces A.C. que realizó en enero de 2024, en donde pintó un mural junto con mujeres privadas de la libertad en el centro penitenciario de Xolol en su estado natal, con el objetivo de reflexionar sobre la importancia de procesos dignos y justos de reinserción social  de las personas privadas de su libertad.

## Exposiciones
- En septiembre de 2023, en el Museo Nacional de Arte Mexicano en Chicago expuso El retorno a la quietud.[16]
- En marzo de 2024, en el Centro de Difusión Cultural Raúl Gamboa en San Luis Potosí, expuso Monumentas.[17]